# Pawłowka (rejon czertkowski)
Pawłowka (ros. Павловка) – chutor w Rosji, w obwodzie rostowskim, w rejonie czertkowskim. W 2010 liczył 523 mieszkańców.